# Юлленборг, Карл
Карл Юлленборг (швед. Carl Gyllenborg; известен также как  Карл Гилленборг, 7 марта 1679 — 9 декабря 1746) — шведский государственный деятель и дипломат, вождь профранцузской партии «шляп», которая в 1741 году привела страну к войне с Россией. Активный меценат.

## Биография
Родился в семье шведского государственного деятеля Якоба Юлленборга (1648—1701) и баронессы Анны Катарины Тегнер.
После учёбы в Уппсальском университете некоторое время служил в королевской канцелярии. В 1701 году отправился к армии в Лифляндию, где устроился адъютантом к будущему фельдмаршалу К. Г. Мёрнеру. В 1703 года послан секретарём в шведскую миссию в Лондоне.
В 1710 году он уже шведский резидент в Англии, а спустя ещё пять лет — министр. В 1717 году английское правительство, узнав об участии Юлленборга в планах Г. Гёрца по свержению ганноверской династии, заключило его в тюрьму. Однако после шести месяцев, проведённых в заключении, он был выпущен на свободу и на английском фрегате выслан в августе 1717 года в Швецию.
В 1718 году Юлленборг назначен статс-секретарём торговой экспедиции и вместе с Гёрцем отправлен для ведения мирных переговоров на Аландские острова.
В 1720 году назначен гофканцлером, а чуть позднее шведским посланником на мирном конгрессе в Брауншвейге, который так и не был открыт.
Во время риксдага 1723 года Юлленборг был избран членом риксрода. Позднее стал лидером партии «шляп», ориентировавшейся на Францию и жаждавшей реванша за поражение в Северной войне. На риксдаге 1739 года «шляпам» удалось отстранить от власти своих противников из партии «колпаков», после чего Юлленборг занял пост президента Канцелярии.
Был одним из основателей первого национального шведского театра, открывшегося в 1737 года в Стокгольме, и автором комедии «Шведский франт» (Svenska sprätthöken) — также первого оригинального шведского сочинения, которое было в нём поставлено.
С 1710 года был женат на богатой вдове Саре Дерит, урождённой Райт. Приёмная дочь Юлленборга, Элизабет Дерит, была замужем за Карлом Густавом Спарре.